# Phauda defluiteri
Phauda defluiteri is een vlinder uit de familie Phaudidae. De wetenschappelijke naam van de soort is voor het eerst geldig gepubliceerd in 1943 door Roepke.